# Bunny Ahearne
John Francis „Bunny“ Ahearne (* 19. November 1900 in Wexford; † 11. April 1985 in London) war ein irischer Eishockeyfunktionär. Er war Präsident der IIHF von 1957 bis 1960, von 1963 bis 1966 und von 1969 bis 1975.

## Leben
1933 wurde er Sekretär der British Ice Hockey Association (BIHA), eine Position, die er über 40 Jahre behielt. Ihm wird das große Verdienst zugeschrieben, den Eishockeysport in Großbritannien etabliert und der britischen Eishockeynationalmannschaft zur Goldmedaille bei den Olympischen Spielen 1936 verholfen zu haben.
1968 erhielt er das Goldene Ehrenzeichen für Verdienste um die Republik Österreich. Er wurde 1977 mit der Aufnahme in die Hockey Hall of Fame und 1997 mit der Aufnahme in die IIHF Hall of Fame geehrt. Zudem ist er Namensgeber des Ahearne Cups.